# アリエール (水雷艇)

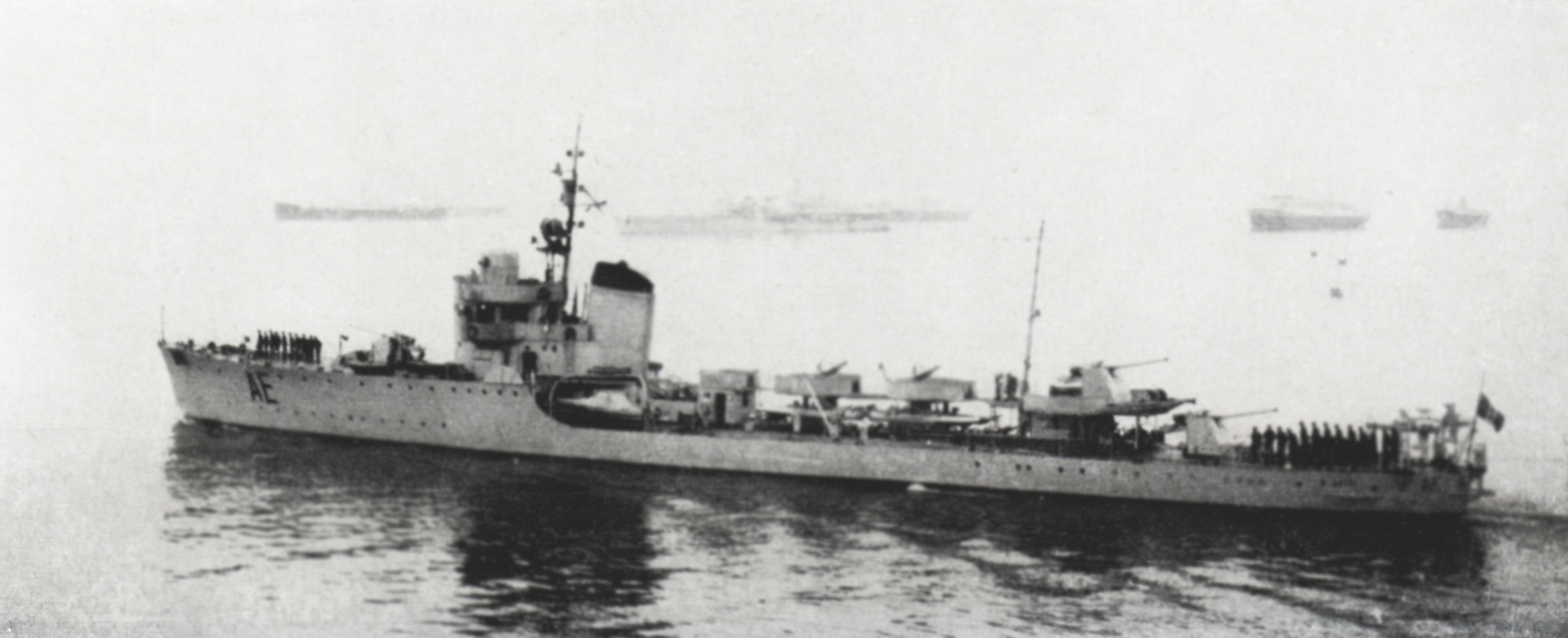
タラントにて(1939年)

アリエール (Ariel) は、1938年進水のイタリア海軍の水雷艇。スピカ級。

## 艦歴
1936年10月29日起工。1938年3月14日進水。同年7月1日就役。第1水雷艇に所属した。
第二次世界大戦では機雷敷設任務に従事した。1940年10月12日、シチリア海峡でイギリス軽巡洋艦「エイジャックス」と交戦し撃沈された（パッセロ岬沖海戦）。